# Volta a Dinamarca 2017
La Volta a Dinamarca 2017, 27a edició de la Volta a Dinamarca, es disputà entre el 12 i el 16 de setembre de 2017 sobre un recorregut de 759,8 km repartits entre cinc etapes. La cursa formava part del calendari de l'UCI Europa Tour 2017, amb una categoria 2.HC.
El vencedor final fou el danès Mads Pedersen (Trek-Segafredo), que també guanyà la classificació dels punts i la dels joves. Completaren el podi els també danesos Michael Valgren (Astana Team) i Casper Pedersen (Giant-Castelli). Nicolai Brøchner (Riwal Platform) s'imposà en la classificació de la muntanya i el Virtu Cycling fou el millor equip.

## Equips
| WorldTeams (3)- Astana - Team Sunweb - Trek-Segafredo Equips continentals professionals (7)- Bardiani CSF - Cofidis, Solutions Crédits - Direct Énergie - Novo Nordisk - Roompot-Nederlandse Loterij - Sport Vlaanderen-Baloise - Wanty-Groupe Gobert Equips continentals (5)- BHS-Almeborg Bornholm - ColoQuick-Cult - Giant-Castelli - Riwal Platform - Virtu Cycling Equip nacional- Dinamarca |
| |

## Etapes
| Etapa    | Data      | Ciutats d'etapa            | type                      | Distància (km) | Vencedor de l'etapa | Líder de la general |
| -------- | --------- | -------------------------- | ------------------------- | -------------- | ------------------- | ------------------- |
| 1a etapa | 12 de set | Frederiksberg – Kalundborg | etapa plana               | 176,6          | Casper Pedersen     | Casper Pedersen     |
| 2a etapa | 13 de set | Svendborg – Odense         | etapa plana               | 183,8          |                     | Casper Pedersen     |
| 3a etapa | 14 de set | Otterup – Vejle            | etapa accidentada         | 183,6          | Mads Pedersen       | Mads Pedersen       |
| 4a etapa | 15 de set | Randers – Randers          | contrarellotge individual | 17,8           | Matthias Brändle    | Mads Pedersen       |
| 5a etapa | 16 de set | Ebeltoft – Aarhus          | etapa plana               | 198            | Max Walscheid       | Mads Pedersen       |

## Classificació final
| \| Classificació general \| Classificació general \| Classificació general \| Classificació general \| Classificació general \| \| Corredor \| Corredor \| Equip \| Temps \| \| \| --------------------- \| ------------------------ \| --------------------------- \| --------------------- \| --------------------- \| \| 1r \| Mads Pedersen \| Trek-Segafredo \| 13h 41' 35" \| \| \| 2n \| Michael Valgren Andersen \| Astana \| + 15" \| \| \| 3r \| Casper Pedersen \| Giant-Castelli \| + 46" \| \| \| 4t \| Rasmus Guldhammer \| VéloCONCEPT \| + 1' 00" \| \| \| 5è \| Lennard Hofstede \| Team Sunweb \| + 1' 16" \| \| \| 6è \| Torkil Veyhe \| ColoQuick-Cult \| + 1' 23" \| \| \| 7è \| Pieter Weening \| Roompot-Nederlandse Loterij \| + 1' 25" \| \| \| 8è \| Christophe Laporte \| Cofidis, Solutions Crédits \| + 1' 26" \| \| \| 9è \| Asbjørn Kragh Andersen \| Dinamarca \| + 1' 37" \| \| \| 10è \| Jonas Gregaard Wilsly \| Riwal Platform \| + 1' 39" \| \| |                          |                             |             |
| |                          |                             |             |
| Font: ProCyclingStats |                          |                             |             |
| Classificació general |                          |                             |             |
| Corredor | Corredor                 | Equip                       | Temps       |
| 1r | Mads Pedersen            | Trek-Segafredo              | 13h 41' 35" |
| 2n | Michael Valgren Andersen | Astana                      | + 15"       |
| 3r | Casper Pedersen          | Giant-Castelli              | + 46"       |
| 4t | Rasmus Guldhammer        | VéloCONCEPT                 | + 1' 00"    |
| 5è | Lennard Hofstede         | Team Sunweb                 | + 1' 16"    |
| 6è | Torkil Veyhe             | ColoQuick-Cult              | + 1' 23"    |
| 7è | Pieter Weening           | Roompot-Nederlandse Loterij | + 1' 25"    |
| 8è | Christophe Laporte       | Cofidis, Solutions Crédits  | + 1' 26"    |
| 9è | Asbjørn Kragh Andersen   | Dinamarca                   | + 1' 37"    |
| 10è | Jonas Gregaard Wilsly    | Riwal Platform              | + 1' 39"    |

## Evolució de les classificacions
| Etapa                  | Vencedor                      | Classificació general         | Classificació per punts       | Classificació de la muntanya  | Classificació dels joves      | Classificació per equips      |                               |
| ---------------------- | ----------------------------- | ----------------------------- | ----------------------------- | ----------------------------- | ----------------------------- | ----------------------------- | ----------------------------- |
| 1                      | Casper Pedersen               | Casper Pedersen               | Casper Pedersen               | Andreas Kron                  | Casper Pedersen               | Trek-Segafredo                |                               |
| 2                      | Etapa anul·lada per mal temps | Etapa anul·lada per mal temps | Etapa anul·lada per mal temps | Etapa anul·lada per mal temps | Etapa anul·lada per mal temps | Etapa anul·lada per mal temps | Etapa anul·lada per mal temps |
| 3                      | Mads Pedersen                 | Mads Pedersen                 | Casper Pedersen               | Andreas Stokbro               | Mads Pedersen                 | Sport Vlaanderen-Baloise      |                               |
| 4                      | Matthias Brändle              | Mads Pedersen                 | Mads Pedersen                 | Andreas Stokbro               | Mads Pedersen                 | Team Virtu Cycling            |                               |
| 5                      | Max Walscheid                 | Mads Pedersen                 | Mads Pedersen                 | Nicolai Brøchner              | Mads Pedersen                 | Team Virtu Cycling            |                               |
| Classificacions finals | Classificacions finals        | Mads Pedersen                 | Mads Pedersen                 | Nicolai Brøchner              | Mads Pedersen                 | Team Virtu Cycling            |                               |